# Lowrider (Auto)

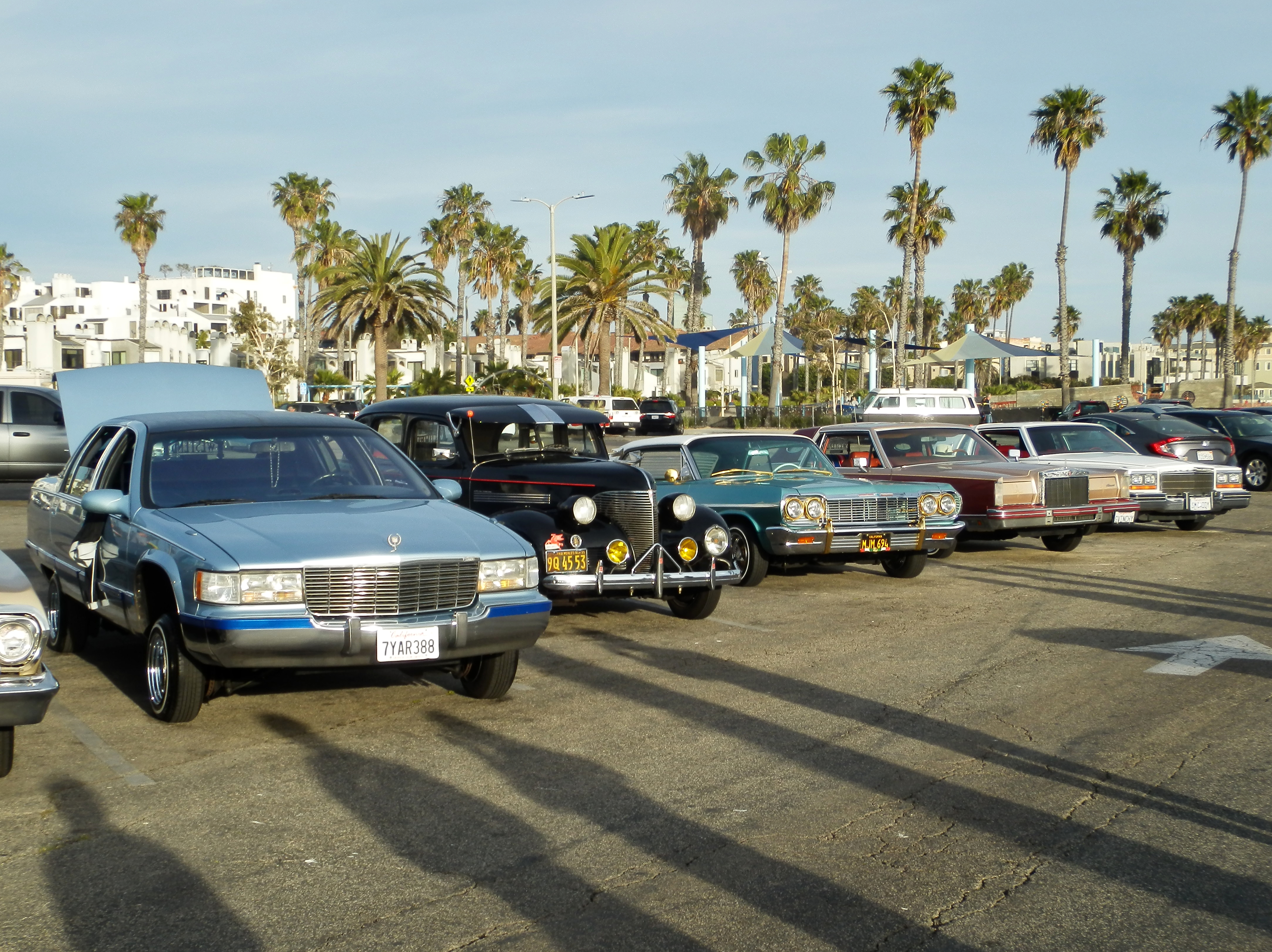
Lowrider-Treffen in Santa Monica

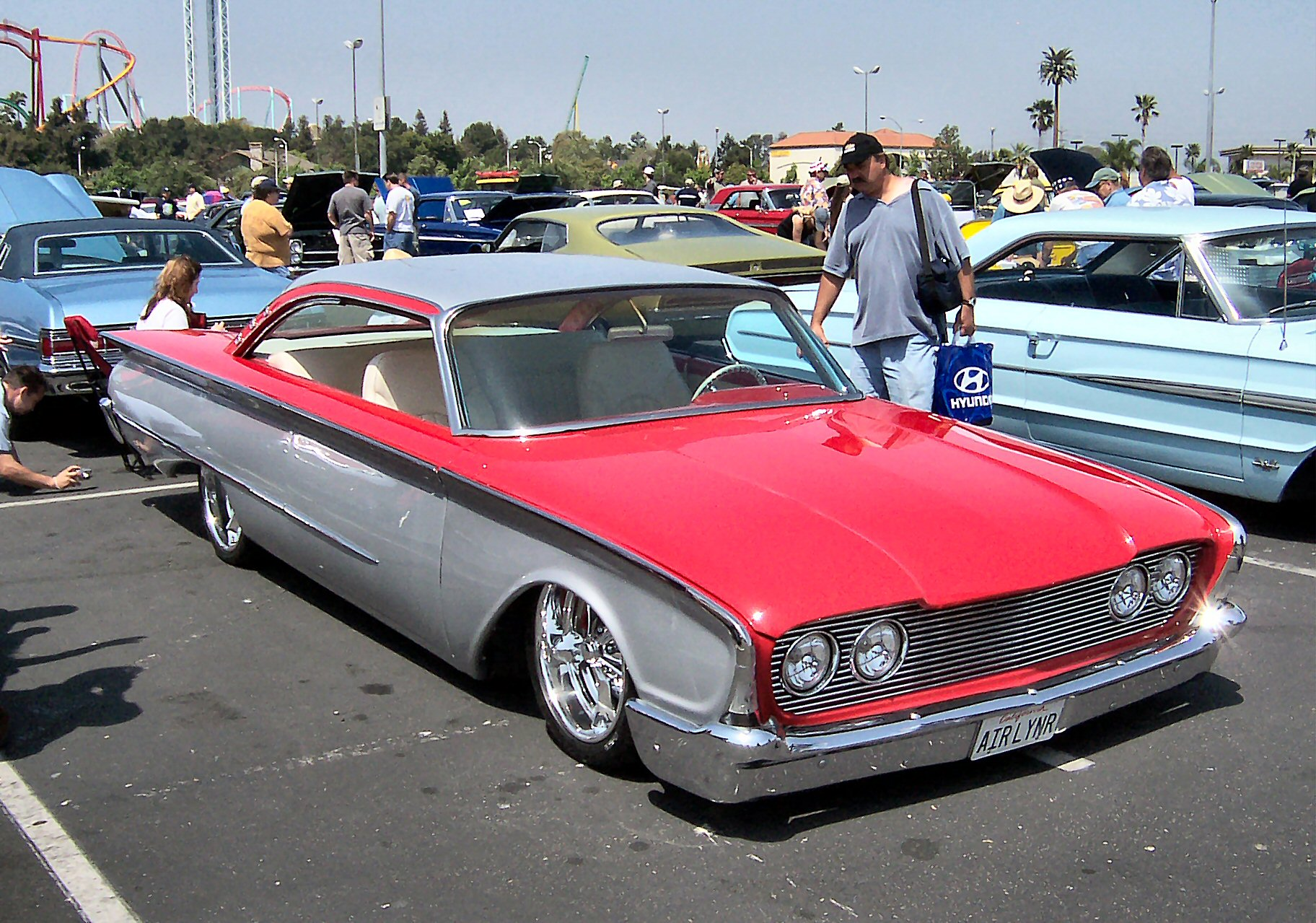
Ford Galaxie, Baujahr 1960

Als Lowrider oder Low Low (vor allem in der afroamerikanischen und lateinamerikanen Szene) werden oft tiefergelegten Autos bezeichnet, bei denen mit Hilfe elektrisch betriebener Hydraulik- oder Pneumatikpumpen die Karosserie an den Vorderrädern sowie jede Radaufhängung einzeln angehoben werden kann. In Amerika finden häufig Lowrider Hopping Competitions statt. Das Prinzip ist simpel: Wessen Auto am höchsten springt, gewinnt. Gemessen wird an den Rädern der Vorderachse.

## Allgemeines zum Lowrider

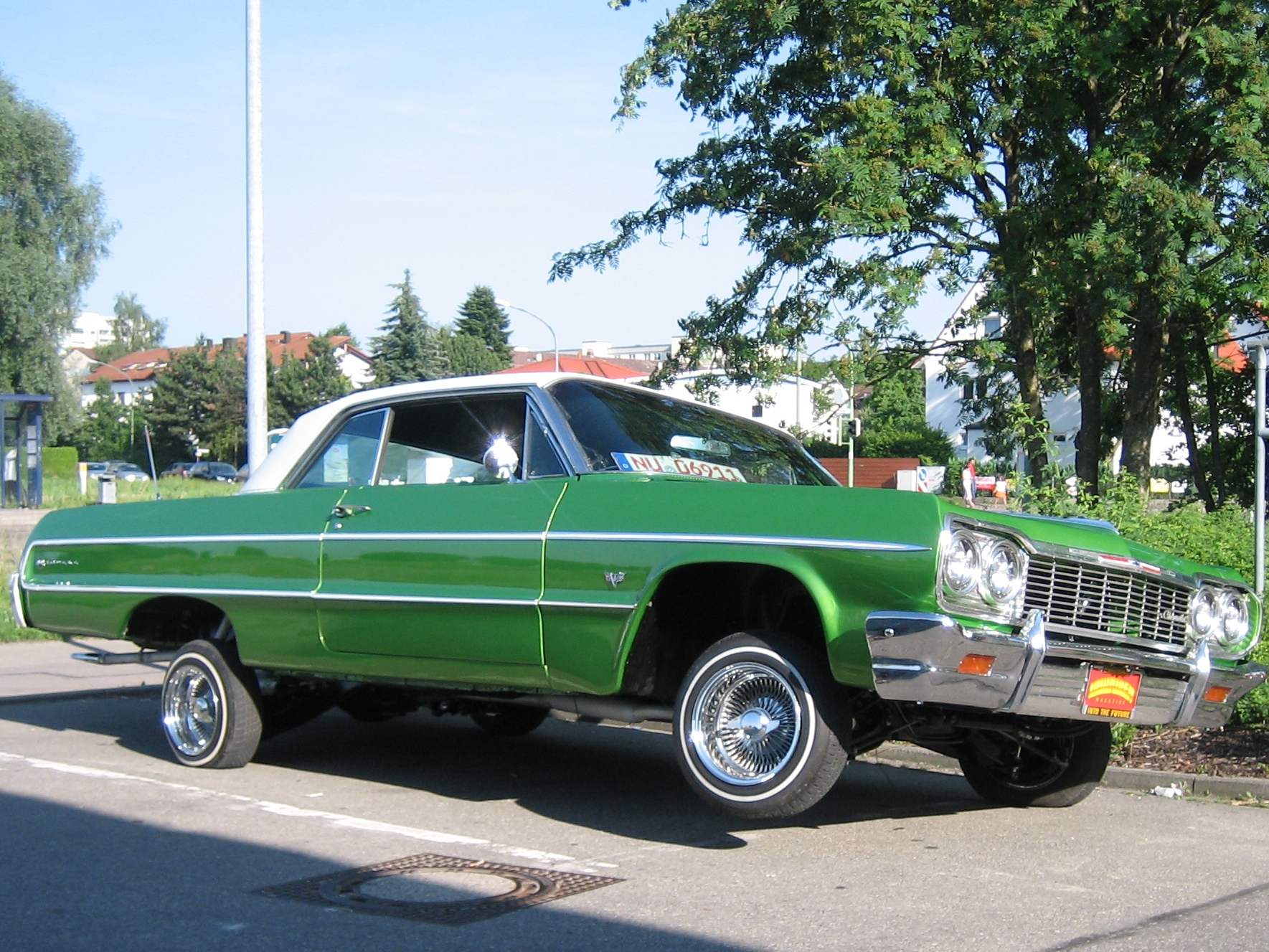
Chevrolet Impala Bj. 1964 beim „Three-Wheel“

Durch eine geeignete Ansteuerung ist es möglich, dass das Auto mit der Vorderachse, der Hinterachse oder jedem Rad einzeln hüpft (daher auch die Bezeichnung Bouncer). Beliebt bei den Fans sind Autos aus der Zeit der 1960er und 1970er Jahre, meistens Chevrolets oder Cadillacs. Vor allem Chevrolet Impalas aus den 60er Jahren sind beliebt, wobei der 1964er Impala in Lowriderkreisen als „wahrer Lowrider“ gilt.

## Technik
Je nach Grundkonzept des Lowriders werden unterschiedliche Sprungsysteme verwendet. Der klassische Lowrider funktioniert mittels Hydraulikpumpen, die ähnlich wie die Hydropneumatik der Citroën DS arbeiten. Im Kofferraum befinden sich mehrere Elektromotoren und Pumpen, über die der Öldruck erzeugt wird, mit dem die Hydraulikzylinder ein- oder ausgefahren werden. Angesteuert werden die Elektromotoren über Schalter und Relais, wodurch das Auto zum Springen und Tanzen gebracht wird. Die elektrisch angetriebenen Pumpen benötigen eine große Menge Energie, welche von zahlreichen, meist ebenfalls im Kofferraum untergebrachten Batterien geliefert wird. Oft handelt es sich um ein ganzes Bündel Batterien, um eine ausreichende Stromzufuhr zu gewährleisten. Je mehr Leistung zur Verfügung steht, desto schneller können die Bewegungen des Autos sein. Ein weiterer Vorteil mehrerer Batterien ist das hohe Gewicht, erst dadurch sind Figuren wie „Three wheel motion“ (fahren auf drei Rädern) möglich. Auch beeinflusst das Gewicht im Kofferraum nicht unerheblich die Sprunghöhe an der Vorderachse. Manche „Hopper“ können problemlos an der Vorderachse von einer Person angehoben werden. Die Spannung der Batteriepakete reicht von 12 V bis 96 V.
Neben diesen Bauteilen sind die Springfedern, auf die die Zylinder drücken, ausschlaggebend für die Bewegungsabläufe. Sowohl durch die Härte der Federn als auch durch ihre Länge wird das Bewegungsvermögen eines Lowriders stark beeinflusst. Oft sind allerdings die Möglichkeiten durch die Bauart des Fahrzeugs eingeschränkt, so dass hier Kompromisse eingegangen werden müssen.

## Kategorien
In Deutschland werden die Lowrider in fünf Kategorien aufgeteilt.

### Fat Dancer

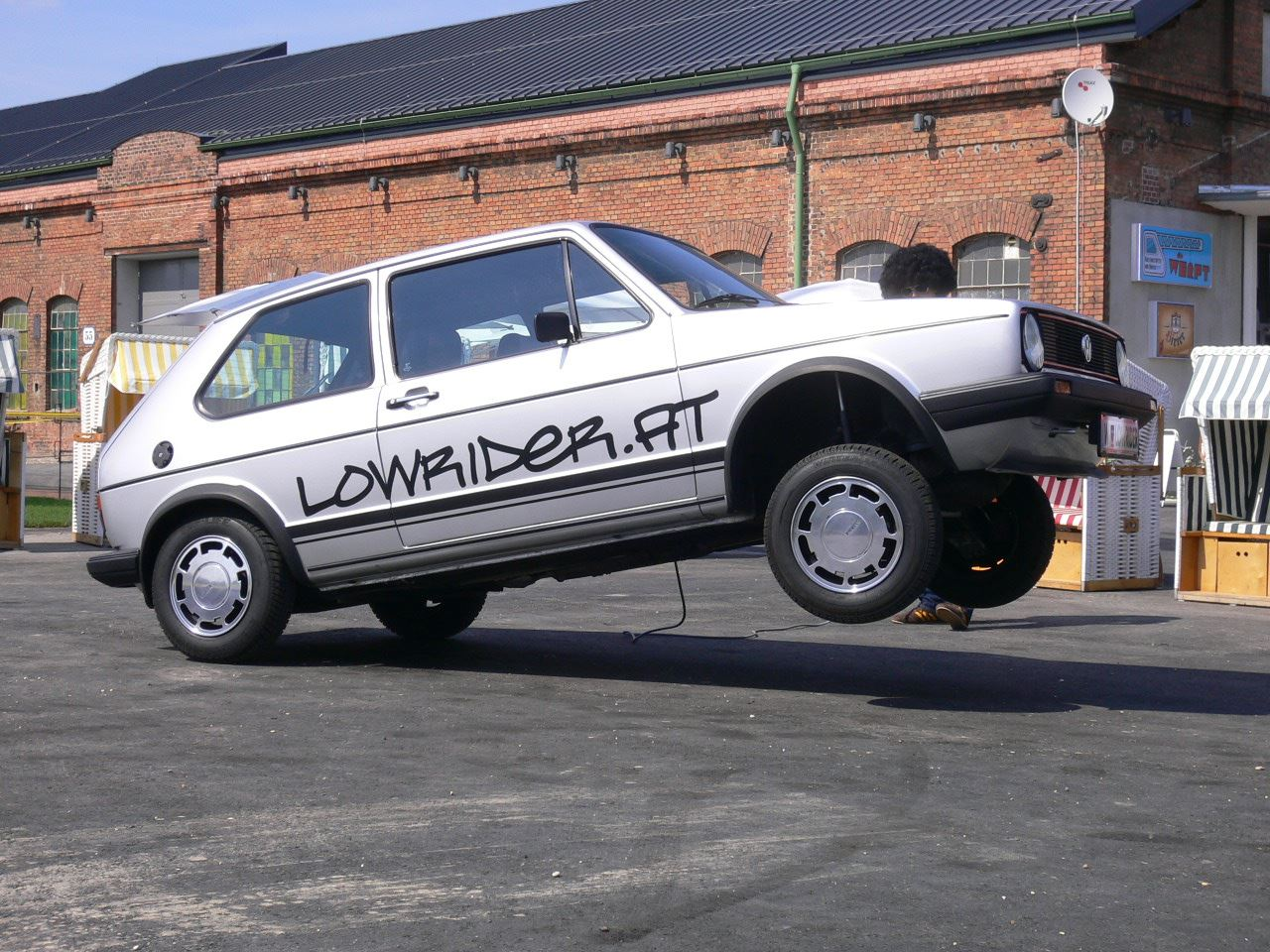
Lowrider Golf 1 GTi Dancer bei einem "Front"-Sprung

Als Fat Dancer gelten alle (theoretisch) voll fahrbaren Fahrzeuge mit einem Gewicht ab 1400 kg. Die meisten Fat Dancer sind Fahrzeuge aus amerikanischer Fertigung mit Gesamtgewichten bis zu 2,8 Tonnen. Es sind aber auch diverse Umbauten auf Basis der „German-Full-Size“-Fahrzeuge, wie Mercedes S-Klasse, oder den legendären „großen Drei“ von Opel, den Kapitän/Admiral/Diplomat der A- und B-Serien entstanden. Sie beherrschen je nach Grundkonzept die verschiedensten Figuren. Einige dieser Lowrider sind lediglich zu behäbigen Bewegungen und Tanzeinlagen fähig, andere dagegen zu spektakulären.

### Dancer

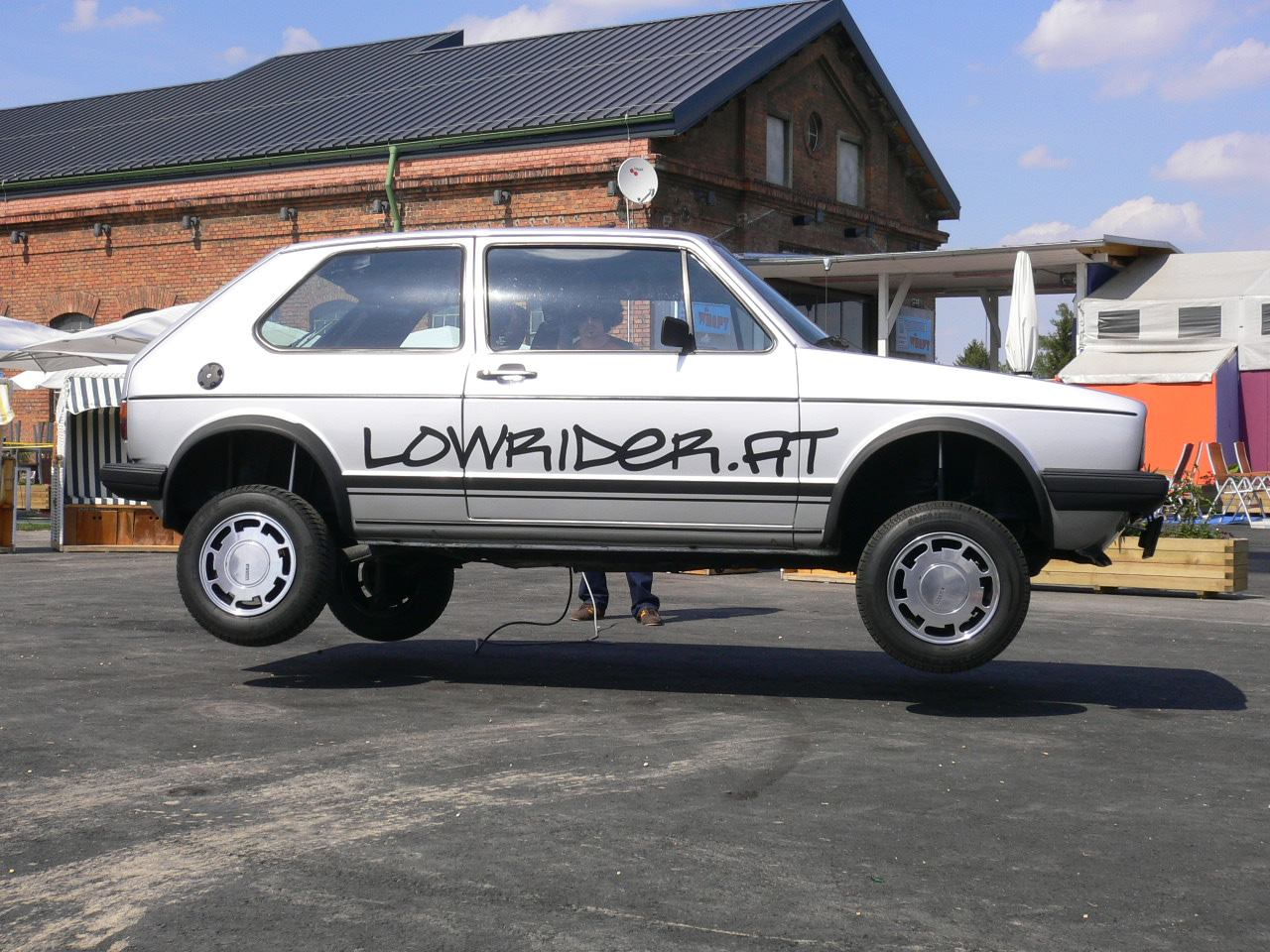
Lowrider Golf 1 GTi Dancer bei einem "Bunny Hop"-Sprung

Als Dancer gelten alle voll fahrbaren Fahrzeuge mit einem Gewicht bis 1400 kg. Da es naturgemäß wenige Fahrzeuge dieser Gewichtsklasse gibt, haben sich in Deutschland Umbauten auf Basis von Opel Rekord und Monza, Ford Taunus und Granada, VW Golf und Käfer, sowie Trabant und Mercedes /8 etabliert. Sie beherrschen je nach Grundkonzept wie die Fat Dancer die verschiedensten Figuren. Einige dieser Lowrider sind lediglich zu behäbigen Bewegungen und Tanzeinlagen fähig, andere dagegen zu spektakulären.

### Radicals
Diese Art der Lowrider sind zu besonders „radikalen“ Bewegungen fähig. Als Basis dienen möglichst leichte Fahrzeuge, deren Motoren, Getriebe und Innenausstattungen aus Gewichts- und Platzersparnis zu Gunsten von Hydraulik und Batterien weggelassen werden. Bei Shows gewinnt, wer die spektakulärsten Bewegungen und Figuren mit dem Fahrzeug zeigt. Extrapunkte und Zuschauersympathien erntet, wer seinen Lowrider während der Show auf das Dach legt oder komplett zerstört. Im Grunde sind diese Fahrzeuge jedoch eher Modelle, da sie meist nicht mehr fahrbereit sind.

### Show and Shine
In dieser Kategorie sind Fahrzeuge aller Gewichtsklassen enthalten. Auch diese Lowrider sind voll fahrbar. Sie sind aber mit Liebe und Sorgfalt hergerichtet und werden hauptsächlich bewegungslos präsentiert. Sie bestechen durch ausgefallene Lackierungen und einen edlen Innenausbau. Diese Lowrider werden meistens auf dem Anhänger zu den Treffen bzw. Shows transportiert, da sie einerseits zu schade zum Fahren sind, andererseits in Deutschland bis auf wenige Ausnahmen keine Straßenzulassung haben. Daher werden sie auch oft als „Trailer Queens“ bezeichnet.

### Hopper

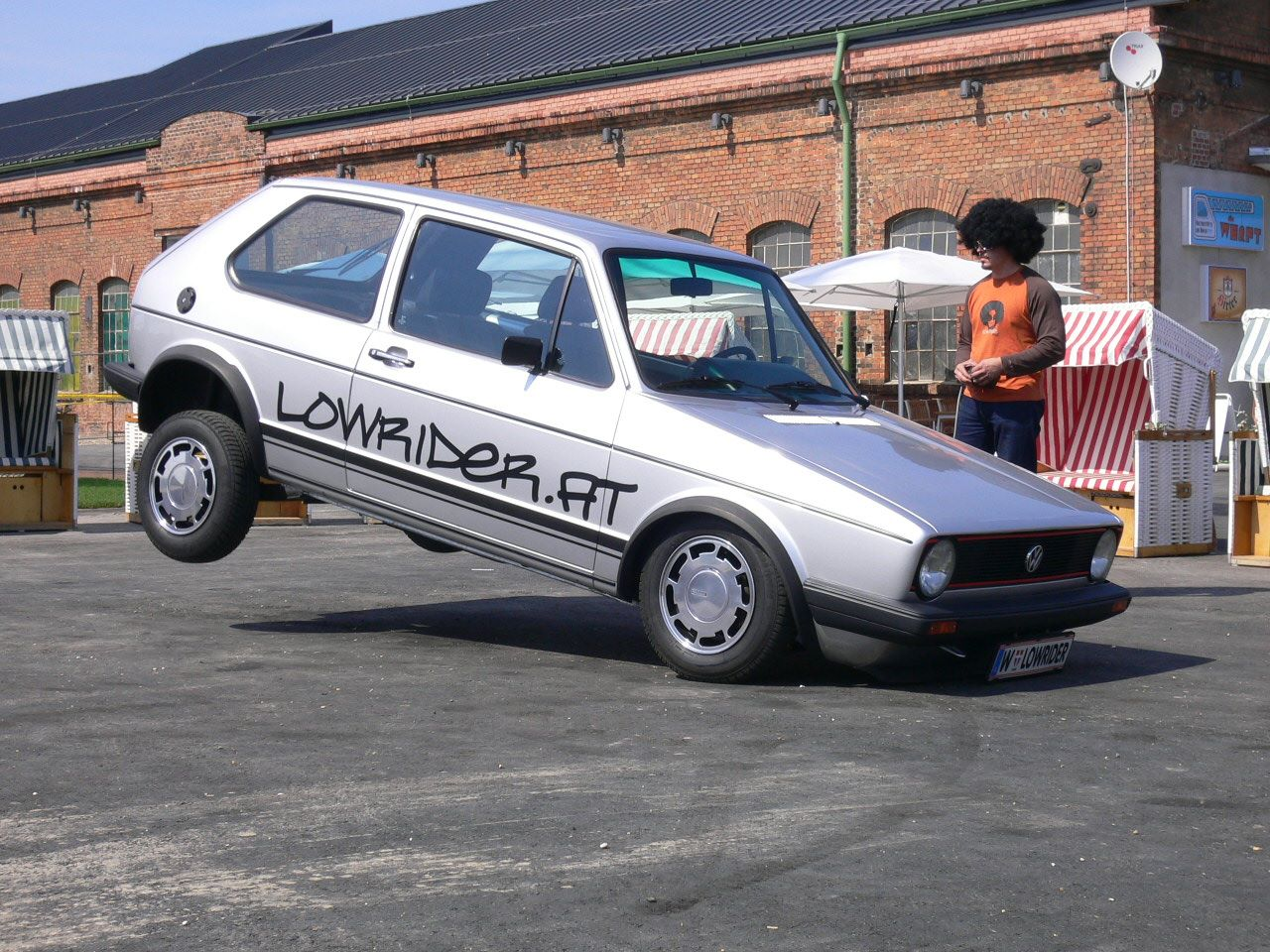
Lowrider Golf 1 GTi Dancer bei einem "Back"-Sprung

Als Hopper werden Fahrzeuge bezeichnet, die an der Vorderachse zu extrem hohen Sprüngen fähig sind. Lowrider dieser Kategorie sind in Deutschland eher selten.

## Lowrider in Deutschland
In Deutschland hat sich seit den späten 1990er Jahren eine eigene Lowriderszene entwickelt. Die Größe der deutschen und europäischen Fangemeinde ist zwar nicht zu vergleichen mit der amerikanischen, aber die Qualität der Umbauten reicht ohne Weiteres an die der Amerikaner heran.
Neben den klassischen deutschen Automobilmarken Opel, VW, Audi und Mercedes sind auch Fahrzeuge von anderen Herstellern wie Honda, Fiat, Renault eine gern genommene Basis für den Umbau zum Lowrider. Die sogenannten „Euros“ (auch wenn es sich dabei um z. B. japanische Fahrzeuge handelt) bieten den Vorteil, dass sie in Europa günstiger zu bekommen und zu unterhalten sind als amerikanische Fahrzeuge. Die amerikanische Fraktion innerhalb der Szene ist deshalb aber nicht kleiner. Fahrzeuge der Hersteller Chevrolet, Buick, Lincoln, Cadillac und andere sind hier vertreten.
Es ist seit einigen Jahren auch kein Problem mehr, direkt in Deutschland die notwendigen Hydraulikteile zu erwerben. Verschiedene namhafte amerikanische Hersteller haben Stützpunkthändler, bei denen jederzeit Teile käuflich erworben werden können. Es besteht auch die Möglichkeit, sich dort einen Lowrider bauen zu lassen, was aber aus der Sicht der meisten Lowriderbesitzer verpönt ist. Der Weg einen Lowrider zu bauen, der im Betrieb zuverlässig funktioniert, gilt als Ziel.

## Lowrider in der Öffentlichkeit
Eine Entwicklung, die mit dem Entstehen der Szene einherging, war die Entdeckung des Lowriders als Showobjekt. Besonderen Anteil hieran hat die G.L.C.A. (German Lowrider Challenge Association) aus Herten. Neben Auftritten auf Automobiltreffen und -messen werden auch reine Lowridershows nach amerikanischem Vorbild durchgeführt. Bei diesen Veranstaltungen stellen sich die Lowriderpiloten der Bewertung einer fachkundigen Jury und des Publikums. Ähnlich dem Eiskunstlauf führen die Eigentümer mit ihrem Lowrider eine Show vor, in der sie die Autos „tanzen“ lassen. Die Jury bewertet die gezeigten Figuren mit Noten, und das Publikum entscheidet per Applaus über den Erfolg des jeweiligen Showacts. Die Sieger dieser Wettbewerbe, gestaffelt nach den Kategorien, stellen dann den „Lowrider-Master“ des laufenden Jahres.
Des Weiteren sind Lowrider auch ein vielbenutztes Requisit in amerikanischen und europäischen Hip-Hop- und Rap-Videos. Auch in den Bereichen der Produktpräsentation, Firmenveranstaltungen bis hin zu Hochzeitsfahrten kann man in der Öffentlichkeit auf einen Lowrider treffen.